# AFC DWS
Amsterdamsche Football Club Door Wilskracht Sterk – holenderski klub piłkarski z siedzibą w mieście Amsterdam.

## Historia
Klub założony został w 1909. W 1954 stał się klubem zawodowym, a domowe mecze rozgrywał na Stadionie Olimpijskim w Amsterdamie. W 1964 klub zdobył mistrzostwo Holandii. W Pucharze Mistrzów 1964/65 zespół dotarł do ćwierćfinału. W 1972 DWS połączył się z klubem Blauw-Wit Amsterdam tworząc klub FC Amsterdam. W 1973 nowy klub połączył się z Volewijckers Amsterdam, lecz nadal występował pod nazwą FC Amsterdam. Klub AFC DWS wciąż istnieje, ale już tylko jako zespół amatorski.

## Sukcesy
- Eredivisie:
  - mistrzostwo (1): 1963/1964

## Europejskie puchary
Legenda do wszystkich tabel:
- Q – runda eliminacyjna, 1/16, 1/8, 1/4, 1/2 – odpowiednia faza rozgrywek, Grupa – runda grupowa, 1r gr – pierwsza runda grupowa, 2r gr – druga runda grupowa, F – finał, R – runda, PO – play-off
- k. – rzuty karne, los. – losowanie, Dogr. – dogrywka, w. – zasada bramek strzelonych na wyjeździe

| Sezon   | Rozgrywki              | Runda | Przeciwnik     | Dom | Wyjazd | Ogólnie   |
| ------- | ---------------------- | ----- | -------------- | --- | ------ | --------- |
| 1964/65 | Puchar Europy          | Q     | Fenerbahçe SK  | 3–1 | 1–0    | 4–1       |
| 1964/65 | Puchar Europy          | 1/8   | Lyn Oslo       | 5–0 | 3–1    | 8–1       |
| 1964/65 | Puchar Europy          | 1/4   | Vasas ETO Győr | 1–1 | 0–1    | 1–2       |
| 1966/67 | Puchar Miast Targowych | 2R    | Leeds United   | 1–3 | 1–5    | 2–8       |
| 1967/68 | Puchar Miast Targowych | 1R    | Dundee F.C.    | 2–1 | 0–3    | 2–4       |
| 1968/69 | Puchar Miast Targowych | 1R    | Beerschot VAV  | 2–1 | 1–1    | 3–2       |
| 1968/69 | Puchar Miast Targowych | 2R    | Chelsea        | 0–0 | 0–0    | 0–0, los. |
| 1968/69 | Puchar Miast Targowych | 1/8   | Rangers        | 0–2 | 1–2    | 1–4       |